# 클레망스 포에지
클레망스 포에지(프랑스어: Clémence Poésy, 1982년 10월 30일 ~ )는 프랑스의 배우, 모델이다.

## 출연 작품

### 영화
- 해리포터와 불의 잔 (2005)
- 킬러들의 도시 (2008)
- 127 시간 (2010)
- 어느 날, 사랑이 걸어왔다 (2010)
- 해리 포터와 죽음의 성물 1부 (2010)
- 해리 포터와 죽음의 성물 2부 (2011)
- 미스터 모건스 라스트 러브 (2013)
- 투 이즈 어 패밀리 (2016)
- 파이널 포트레이트 (2017)
- 레지스탕스 (2020)
- 테넷 (2020) - 바바라 역

### 텔레비전 드라마
- 가십걸 (2010)
- 버드송 (2012)
- 터널 (2013-18)
- 지니어스 (2018)
- 워킹 데드: 데릴 딕슨 (2023)